# Fedora Barbieri
Fedora Barbieri (Trieste, 4 de junio de 1920 - Florencia, 4 de marzo de 2003) fue una mezzosoprano y actriz italiana.
Fue una de las grandes mezzosopranos dramáticas de su generación. Trabajó con los máximos directores de su época (Arturo Toscanini, Wilhelm Furtwängler, Carlo Maria Giulini, Victor de Sabata, Herbert von Karajan, Tullio Serafin).  Descolló como Eboli, Amneris, Carmen, Azucena, Orfeo, Neris, Angelina, Miss Quickly o Ulrica. Rival de Giulietta Simionato y compañera de elenco de Maria Callas, Leyla Gencer, Zinka Milanov, Anita Cerquetti y Renata Tebaldi, en el escenario y en grabaciones.
Debutó en 1940 en papeles barrocos, en La Scala en 1942 en el Requiem de Verdi y su carrera oficial se prolongó hasta 1969 con posteriores apariciones esporádicas y en filmes operáticos (Mamma Lucia en la Cavalleria Rusticana dirigida por Franco Zeffirelli).
Fue favorita en La Scala, El Liceo, París, Londres, Buenos Aires y Nueva York donde debutó en 1950 como Eboli de Don Carlo, en el primer telecast de la historia de ese teatro y junto al debut de Maria Callas como Norma en 1956. Su última aparición en el teatro neoyorquino fue como la Tia Princesa en Suor Angelica en 1977.
En Covent Garden debutó en 1958 en la puesta en escena de Luchino Visconti de Don Carlo con Jon Vickers, Tito Gobbi, Boris Christoff y Gré Brouwenstijn, dirigidos por Carlo Maria Giulini.
En el año 2000, con 80 años, celebró en el Teatro del Maggio Musicale de Florencia sus 60 años de carrera como Mamma Lucia (Cavalleria Rusticana) de Mascagni.
Se casó con el músico Luigi Barlozzetti con quien tuvo sus dos hijos (Ugo y Franco).

## Discografía de referencia
- Cherubini: Medea / Bernstein
- Donizetti: Don Sebastiano / Giulini
- Gluck: Orfeo E Euridice / Furtwängler
- Mascagni: Cavalleria Rusticana / Prêtre
- Ponchielli: La Gioconda /  Votto
- Puccini: Il Trittico / Serafin
- Verdi: Aida / Perlea
- Verdi: Aida / Serafin
- Verdi: Don Carlo / Giulini
- Verdi: Il Trovatore / Karajan
- Verdi: Il Trovatore / Cellini
- Verdi: Un Ballo In Maschera / Votto
- Verdi: La Forza Del Destino / Santini
- Verdi: Falstaff / Karajan
- Verdi: Requiem / Toscanini
- Wolf-Ferrari: I quattro rusteghi / Gracis

DVD
- Mascagni: Cavalleria Rusticana (Mamma Lucia) / Prêtre - Franco Zeffirelli film
- Verdi: Rigoletto (Giovanna) / Chailly - Jean Pierre Ponnelle film
- Verdi: Falstaff (RAI telecast 1956)
- Opera fanatic - film de Jan Schmidt-Garre (1999)